# Kostel svatého Kříže a Všech svatých (Pšov)
Kostel Povýšení svatého Kříže a Všech svatých je římskokatolický farní kostel v Pšově v okrese Louny. Od roku 1964 je chráněn jako kulturní památka.

## Historie
Předchůdcem pšovského kostela byl kostel Všech svatých, který stával na návrší západně od vesnice v místech starého hřbitova u křižovatky tehdejších cest do Podbořan a Dolánek. Vzhledem k archaickému patrociniu a doloženým vlastníkům vsi mohl být jeho zakladatelem ve druhé polovině dvanáctého století řád johanitů nebo ve třicátých letech třináctého století Zbraslav z Miletína. U kostela stávala zvonice se dvěma zvony z let 1498 a 1551. Roku 1660 byla na kostelní věži postavena nová báň, a v roce 1734 musela být dokonce znovu postavena celá věž. Roku 1741 kostel dostal nový krov. Během sedmileté války byl těžce poškozen, a farář Václav Hlava proto roku 1765 požádal velmistra řádu křižovníků s červenou hvězdou A. Suchánka, aby byl postaven kostel nový.
Velmistr se stavbou souhlasil, ale vymínil si, že nový kostel vznikne na vesnické návsi. Základní kámen nového kostela byl položen 21. června 1765. Starý kostel Všech svatých a kaple Pěti ran Kristových na návsi byly v roce 1766 zbořeny. Několik kamenických detailů z kostela bylo nalezeno 25. května 1933 v pískovně na rozhraní katastrálních území Dolánek a Podbořan asi 1,5 kilometru západně od Pšova, kde byly předtím použity při budování sklepa.
Náklady na nový kostel dosáhly pěti tisíc zlatých a jeho stavba v barokním slohu skončila na podzim roku 1766. Kostel byl zasvěcen k poctě Svatému Kříži a patrocinium původního kostela bylo přeneseno na nový jako vedlejší titul. Do kostela byly přestěhovány oba zvony z bývalé zvonice. Zvon z roku 1551 s latinským nápisem, pocházející z dílny Tomáše Jaroše brněnského, se dochoval. Kostel v roce 1904 vyhořel a po požáru byl novobarokně upraven.

## Stavební podoba
Jednolodní kostel s obdélným půdorysem je zakončen na vnější straně trojboce uzavřeným presbytářem, k jehož jižní straně je připojen přístavek se sakristií v přízemí a oratoří v prvním patře. V ose západního průčelí stojí hranolová věž s přízemní předsíní. Novobarokně upravené fasády jsou rozčleněné zdvojenými pilastry. Zdvojené pilastry člení také interiér lodi, jejíž plochý strop leží na vysokém fabionu. Presbytář je uvnitř zakončený obloukem a zaklenutý plackovou klenbou, na kterou v závěru navazuje koncha.

## Zařízení
Většina rokokového zařízení pochází ze druhé poloviny osmnáctého století. Nad brankami hlavního portálového oltáře stojí sochy světců. Boční oltáře zasvěcené Panně Marii a svatému Janu Nepomuckému jsou tabulové. K vybavení patří také kazatelna s figurálním reliéfem a barokní křtitelnice ze sedmnáctého století. Ze druhé poloviny sedmnáctého století pochází také dveře hlavního vchodu.

## Okolí kostela
Na jih od kostela stojí na vysokém toskánském sloupu socha sedící Panny Marie z doby okolo roku 1700. O něco dále na návsi je socha svatého Floriána z roku 1715 (socha stojí na místě bývalé kaple). Obě jsou památkově chráněné.